# Cerro de Zaragoza
Cerro de Zaragoza är en ort i Mexiko.   Den ligger i kommunen Hermenegildo Galeana och delstaten Puebla, i den sydöstra delen av landet, 160 km nordost om huvudstaden Mexico City. Cerro de Zaragoza ligger 826 meter över havet och antalet invånare är 120.
Terrängen runt Cerro de Zaragoza är huvudsakligen kuperad, men västerut är den bergig. Runt Cerro de Zaragoza är det ganska tätbefolkat, med 104 invånare per kvadratkilometer. Närmaste större samhälle är Olintla, 6,9 km öster om Cerro de Zaragoza. Omgivningarna runt Cerro de Zaragoza är en mosaik av jordbruksmark och naturlig växtlighet.